# 伊波紗友里
伊波 紗友里（いは さゆり、1988年4月1日 - ）は、日本のフリーアナウンサー。元ラジオ沖縄のアナウンサー兼報道記者、元琉球朝日放送アナウンサー。身長165cm。

## 来歴・人物
- 2006年　琉球大学観光産業科学部観光科学科入学
- 2008年　ミス沖縄クリーングリーングレイシャス
- 2009年　かりゆしホテルズ主催『第5回「おきなわの観光」意見発表コンクール』で最優秀賞に選ばれる[2]
- 2010年　RBCiラジオラジオカーレポーター
- 2011年　着物装いの女王沖縄代表・琉球大学観光産業科学部観光科学科卒業・ラジオ沖縄入社
- 2012年　第45回（2013年度）ミス日本コンテストに出場[3][4]。
- 2013年　8月に出演番組の中で結婚を発表、9月に夫の転勤に伴いラジオ沖縄を退社[5]。10月から東京でフリーアナウンサーとしての活動を始める。当時の所属事務所はキャスト・プラス。
- 2016年　10月をもって3年あまり出演してきたTBSニュースバードを降板。同年11月にはキャスト・プラスとの契約を解除した。
- 2017年　1月に中途採用にて琉球朝日放送アナウンサー。
- 2020年　12月をもって琉球朝日放送を退社。
- 2021年　1月に地元の経営コンサルティング会社「ブルームーンパートナーズ」に入社。同時にフリーアナウンサーとしても活動する[6]。

## 逸話
- 父親が小学生時代に米軍機の墜落事故を目撃。幸い犠牲には至らなかったが[4]、その事故を検証すべく2012年に『空からジェット機が降ってきた 〜宮森小ジェット機墜落事故の記憶〜』と題した特別番組を制作[7]、同年6月23日に本放送された[8]。放送後に行われた番組審議委員会では「言葉の迫力が伝わってくるのはラジオならでは」というような高評価が多かったのに対し「ナレーションはもっと静かにゆっくり丁寧に読んで」という注意もあった[8]。

## 担当番組
現在
過去
- MUSIC SHOWER（RBCiラジオ、2010年4月9日～10月1日 毎週金曜）
- チムどんぱあく（RBCiラジオ、2010年4月10日～9月25日 毎週土曜）
- スポーツフォーカル（RBCiラジオ）
- フィルマチグヮーソレイユ（ラジオ沖縄、2011年11月6日〜2013年9月8日 毎週日曜）
  - 番組自体は2013年9月29日まで放送されたが、伊波は9月8日限り降板した。
- TBSニュースバードキャスター（2013年10月〜2016年10月）
- シリタカ! （KBCテレビ）【中継で沖縄の情報を伝える。】
- Qプラス（月-水MC　2017年1月～）